# Resolution 794 des UN-Sicherheitsrates
Die Resolution 794 des UN-Sicherheitsrates vom 3. Dezember 1992 befasst sich mit der – von Bürgerkrieg und Hungersnot gezeichneten – Lage in Somalia und autorisiert die von den USA geführte UNITAF / Operation Restore Hope.
Wörtlich begrüßt die Resolution das Angebot eines Mitgliedslandes – der USA –, eine Mission zur Schaffung eines sicheren Umfelds für humanitäre Hilfe in Somalia zusammenzustellen, und die Angebote weiterer Länder, diese Mission zu unterstützen. Die UNITAF wird ermächtigt, zur Erreichung des genannten Ziels „alle nötigen Mittel“ (und damit, im Unterschied zur bestehenden UN-Friedensmission UNOSOM, auch Gewalt) einzusetzen.
Die Resolution wurde vom Sicherheitsrat der Vereinten Nationen an dessen 3145. Sitzung verabschiedet.
Die Resolution 794 des Sicherheitsrates kann als ein Meilenstein in der Praxis des Sicherheitsrates bezeichnet werden, da sonst zur Beurteilung einer Lage als „Bedrohung des Friedens“ nach Art. 39 UN-Charta nicht auf die staateninterne Situation, sondern auf Flüchtlingsströme verwiesen wurde, die die Region destabilisieren könnten. Die Resolution 794 hingegen stellt nicht auf die Gefahr von Flüchtlingsströmen ab, sondern bezieht sich auf die interne Situation in Somalia. Eigentlich ist der Sicherheitsrat nach Art. 2 Abs. 7 UN-Charta nicht dazu befugt, sich in die inneren Angelegenheiten eines Staates einzumischen. Insofern ist also die in Resolution 794 erörterte Situation in Somalia in den Augen des Sicherheitsrates keine Angelegenheit, die „ihrem Wesen nach zur inneren Zuständigkeit eines Staates“ gehört.